# Warren (Míchigan)
Warren es una ciudad ubicada en el condado de Macomb en el estado estadounidense de Míchigan. En el Censo de 2010 tenía una población de 134,056 habitantes y una densidad poblacional de 1.502,1 personas por km².

## Geografía
Según la Oficina del Censo de los Estados Unidos, Warren tiene una superficie total de 89.25 km², de la cual 89.05 km² corresponden a tierra firme y (0.22%) 0.2 km² es agua.

## Demografía
Según el censo de 2010, había 134056 personas residiendo en Warren. La densidad de población era de 1.502,1 hab./km². De los 134056 habitantes, Warren estaba compuesto por el 78.39% blancos, el 13.52% eran afroamericanos, el 0.42% eran amerindios, el 4.63% eran asiáticos, el 0.01% eran isleños del Pacífico, el 0.43% eran de otras razas y el 2.6% pertenecían a dos o más razas. Del total de la población el 2.06% eran hispanos o latinos de cualquier raza.